# 特乌拉达
特乌拉达，是西班牙巴伦西亚自治区阿利坎特省的一个市镇。总面积32km2，总人口8453人（2001年），人口密度264人/km2。